# Berit Berg von Linde
Gerda Berit Wendela Berg von Linde, född von Heijne den 27 augusti 1900 i Lillienäs, död 13 december 1978 i Stockholm, var svensk generalsekreterare för Riksförbundet Sveriges lottakårer. Hon var en central person inom den svenska lottarörelsen.

## Biografi
Berit Berg von Linde föddes år 1900 som andra barnet i den småländska godsägarfamiljen von Heijne. Hennes far var, liksom hans far före honom, innehavare av Lillienäs fideikommiss (även känt som Lilla Lillienbergska fideikommisset) i Torskinge socken, där hon tillbringade sina barndomsår. Hon utbildade sig vid Högre konstindustriella skolan i Stockholm och tog examen 1921. Samma år förlovade hon sig med juristen Bertil Berg von Linde, som hon senare gifte sig med. I äktenskapet föddes två söner, Otto och Wilhelm.
I slutet av 1920-talet återvände Berit Berg von Linde till Småland där hon arrenderade ett hönseri med tillhörande bostad vid Tenhults herrgård. Vid en brand våren 1930 förstördes dock betydande delar av hönseriet och närmare 500 höns och kycklingar brann inne, liksom stora delar av hennes lösöre. Berit Berg von Linde fortsatte emellertid med fjäderfäuppfödning i ytterligare några år och engagerade sig även i Svenska fjäderfäklubben, bland annat som en av få kvinnliga utställningsdomare. Därefter bedrev hon under några år eget företag i bordsdekorationsbranschen.
Under andra världskrigets beredskapsår sökte sig Berit Berg von Linde likt tiotusentals andra kvinnor till lottarörelsen. Hon bedrev bland annat maskinskrivningsundervisning för inkallade beredskapsmän samt arbetade som sekreterare vid Sveriges Landstormskvinnors kansli. När Landstormskvinnorna vid årsskiftet 1942/1943 separerade från landstormsrörelsen och blev en egen självständig organisation, under namnet Riksförbundet Sveriges lottakårer, utsågs den då 43-åriga Berit Berg von Linde till organisationens första generalsekreterare. Hon stannade på posten i 24 år.
Som generalsekreterare för Riksförbundet Sveriges lottakårer hade Berit Berg von Linde ledningsansvar för riksförbundets kansli, beläget i van der Nootska palatset på Södermalm i Stockholm. Där arbetade hon nära de sammanlagt fyra olika rikslottachefer som hann avlösa varandra under hennes tid på generalsekreterarposten: Maja Schmidt, Märta Stenbeck, Ingrid Norlander och Louise Ulfhielm. Utöver ledningsuppgifterna vid kansliet höll Berit Berg von Linde många föredrag och kurser inom organisationen, bland annat i förenings- och mötesteknik samt talekonst. Med tiden blev hon en frekvent anlitad föreläsare på dessa teman också utanför organisationen och agerade även domare i tävlingar om talekonst.
Berit Berg von Linde engagerade sig även i nykterhetsfrågor och var en av de i samtiden välkända kvinnor vars nykterhetsarbete uppmärksammades i skriften Våra umgängesformer, utgiven av Kvinnoföreningarnas samarbetskommitté för nykterhetsfrågor år 1948.
För sina gärningar inom lottarörelsen mottog Berit Berg von Linde år 1958 Riksförbundets högsta utmärkelse. Hennes bidrag uppmärksammandes även utanför organisationen. År 1960 blev hon ledamot av Vasaorden och några år därpå tilldelades hon Kungl. Patriotiska Sällskapets stora guldmedalj. Vid sin avgång med pension från generalsekreterarposten år 1967 utsågs hon till hedersledamot av lottarörelsen.
Berit Berg von Linde avled vid 78 års ålder, år 1978.